# Эстеро, Луиджи
Луиджи Эстеро (итал. Luigi Estero, род. 12 апреля 1970 года, Энна, Италия) — итальянский дипломат, бывший генеральный консул Италии в Санкт-Петербурге.

## Биография
В июле 1995 года окончил философский факультет Коммерческого университета им. Луиджи Боккони в Милане.
С 31 декабря 1998 года находится на дипломатической службе Италии.
С 31 декабря 1998 года по 30 сентября 1999 года проходил профессиональную подготовку и Дипломатическом институте.
С 1 октября 1999 года работал в 10 отделе Генеральной дирекции по делам эмиграции. С 1 января 2000 года проходил службу в 5 отделе Генеральной дирекции по делам итальянцев за рубежом и миграционной политике
С 30 августа 2001 года вице-консул, а с 31 декабря 2002 года — заместитель Генерального консула Италии в Сан-Паулу (Бразилия).
С 8 июля 2005 года находился на службе в посольстве Италии в Бухаресте, сначала в качестве первого секретаря по вопросам торговли, а с 17 ноября 2008 года торгового советника, а впоследствии, в качестве заместителя Посла.
С января 2009 года работал в Генеральном директорате по делам итальянцев за рубежом и миграционной политике МИД Италии, а с сентября 2009 года стал руководителем Управления по делам двустороннего и многостороннего сотрудничества в области миграции, международной защиты и международного усыновления.
С декабря 2009 года по июнь 2010 года вновь проходил подготовку в Дипломатическом институте МИД Италии.
С 13 июня 2011 года — генеральный консул Италии в Санкт-Петербурге.
С 2014 года работает в посольстве Италии в Нью-Дели (Индия) в должности первого советника и главы отдела экономики и культуры.

## Награды
- Кавалер ордена «За заслуги перед Итальянской Республикой» (27 декабря 2008 года)[3].

## Дипломатические ранги
- Секретарь дипломатической миссии с 1 октября 1999 года.
- Советник дипломатической миссии со 2 июля 2008 года.

## Семья
Женат и имеет двух сыновей.